# Некрасов, Константин Владимирович
Константин Владимирович Некрасов (род. 15 апреля 1962, Красноярск) — советский регбист, позже спортивный врач регбийного клуба «Красный Яр».

## Биография

### Игровая карьера
Родился 15 апреля 1962 года в Красноярске. В регби пришёл в 1979 году по приглашению Сергея Чупрова, организовавшего в Академгородке секцию регби: вместе с Некрасовым в команду пришёл и Игорь Куперман, который на тот момент занимался биатлоном вместе с Некрасовым (Константин был летним чемпионом Красноярского края). Спустя несколько месяцев Некрасов и Куперман вошли в команду Владимира Быкова и выиграли в её составе чемпионат Красноярска, победив по ходу турнира команду 21-й школы, где учащиеся специализировались на регби. После победы Быков пригласил обоих игроков в красноярский клуб «Политехник».
Будучи игроком «Политехника», Некрасов стал чемпионом РСФСР среди юниоров и попал в молодёжную сборную СССР вместе с Куперманом. В 1981 году перешёл в составе группы игроков (Игорь Куперман, Юрий Николаев, Сергей Крыкса и Сергей Патласов) в клуб «Сибтяжмаш», с которым выиграл чемпионат РСФСР в классе «Б» и вышел в класс «А». Спустя некоторое время вместе с этой группой игроков Некрасов вернулся обратно в состав «Политехника» (он же «ЭкскаваторТяжСтрой»), однако во время одного из матчей чемпионата СССР получил тяжелейшую травму плеча: пробыв два месяца в гипсе, он вернулся в расположение команды, но вскоре случился рецидив травмы. Некрасов принял решение завершить карьеру игрока и уступить место другим спортсменам (Александру Первухину и Сергею Патласову), чтобы сконцентрироваться на учёбе в медицинском институте.

### Клубный врач
К тому моменту клуб «ЭкскаваторТяжСтрой» перешёл из Красноярского политехнического института под опеку экскаваторного завода. На пятом курсе учёбы Некрасов поехал на сборы «ЭкскаваторТяжСтроя» уже в должности врача: с командой он совершал перелёты в разные уголки страны с учётом того, что в Высшей лиге СССР играло 16 команд. По его словам, игроки в те годы выходили играть даже с травмами, хотя имели место на поле и смертельные случаи (в частности, в одном из матчей против алма-атинского СКА погиб хукер алма-атинцев, которому сломали позвоночник в раке, в другом матче у игрока алма-атинцев запал язык, и только вмешательство Некрасова спасло жизнь игроку). Также во время рейса Тбилиси—Кутаиси, которым «ЭкскаваторТяжСтрой» летел на Як-40, у самолёта заглохли двигатели, и тот пошёл в пике, из которого сумел каким-то образом выйти (как оказалось, это был беспрецедентный случай, поскольку двигатели запускали «с толкача»).
В 1987 году красноярцы заняли 6-е место в чемпионате СССР, обладая относительно легковесной по сравнению с другими командами схваткой, но имея намного более сильных трёхчетвертных. В 1988 году клуб стал серебряным призёром чемпионата СССР, что Константин Владимирович называл даже более важным в своей работе достижением, чем последующую в 1990 году победу в чемпионате страны. В том же году он был назначен Дедом Морозом от команды: 31 декабря при помощи клубного водителя Николая Пичугина он весь день разъезжал по городу, поздравляя детей игроков и сотрудников клуба с новым годом. В дальнейшем работал врачом сборной профсоюзов СССР и сборной России.

### Администратор
С 1994 по 1998 годы занимал пост вице-президента Союза регбистов России, с 1996 по 1998 годы был президентом Союза регбийных клубов России. После убийства Игоря Купермана (он был крёстным его сына) стал инициатором учреждения регбийного турнира в память о погибшем регбисте. Работая в Союзе регбистов России, он также занимался проведением международных турниров в Красноярске, инициировал приезд в Красноярск сборной Италии (матч прошёл на Центральном стадионе в присутствии 20 тысяч зрителей), заключил контракт с компанией Gilbert (технический спонсор сборной России), основал программу «Дроп-гол» на красноярском «Авторадио». Позже трудился в компаниях РУСАЛ и «Стройтрансгаз».
В дальнейшем занимал посты менеджера Российской профессиональной регбийной лиги и заместителя председателя Красноярской краевой федерации регби. Действующий заместитель директора Академии регби «Сибирь» (на 2021 год).

## Достижения[2]
- Неоднократный чемпион РСФСР
- Обладатель Кубка РСФСР
- Чемпион СССР среди молодёжи
- Чемпион ЦС «Буревестник»
- Чемпион ЦС ВДСО «Труд»